# Érasme
« Erasme » redirige ici. Pour les autres significations, voir Erasme (homonymie).
Œuvres principales
- Éloge de la folie (1509)
- Colloques (1518)
- Adages (1500)
- Du Libre Arbitre (1524)

Érasme, également appelé Érasme de Rotterdam, Didier Érasme et Désiré Érasme de Rotterdam (en latin Desiderius Erasmus Roterodamus), né dans la nuit du 27 au 28 octobre 1466, ou en 1467, ou 1469, à Rotterdam, mort le 12 juillet 1536 à Bâle, est un chanoine régulier de Saint-Augustin, philosophe, humaniste et théologien néerlandais, considéré comme l'une des figures majeures de la culture néerlandaise et occidentale.
Il reste essentiellement connu aujourd'hui pour sa declamatio satirique Éloge de la folie (1511) mais aussi, dans une moindre mesure, pour ses Adages (1500), anthologie de plus de quatre mille citations grecques et latines, et pour ses Colloques (1518), recueil d'essais didactiques aux thèmes variés, bien que son œuvre, autrement vaste et complexe, comprenne des essais et des traités sur un très grand nombre de sujets, sur les problèmes de son temps comme sur l'art, l'éducation, la religion, la guerre ou la philosophie, éclectisme propre aux préoccupations d'un auteur humaniste.

## Onomastique
Les noms de famille, à l'époque, n'étaient pas forcément stabilisés. Le père d'Érasme se donnait le nom de Gérard fils d'Élie (Gerardus Helye). Le père d'Érasme lui a donné ce nom car il était un dévot de saint Érasme de Formia, invoqué en cas de détresse par les navigateurs, et qu'il cite par deux fois en 1457-1458 (près de dix ans avant la naissance de son fils) dans des manuscrits qu'il avait retranscrits lors de son activité de copiste à Rome. Il est donc erroné de croire selon une légende née déjà au XVIIe siècle qu'il se serait d'abord appelé Geert Geerts, ou aussi Gerhard Gerhards ou encore Gerrit Gerritsz et aurait traduit ensuite ce nom, contenant apparemment le radical du mot begeren (« désirer »), en son équivalent latin Erasmus.
Il appelle lui-même son père (en latin) Gerardus, et son frère aîné Petrus Gerardus ; d'autre part, un bref du pape le désigne comme Erasmus Rogerii. On en a déduit que son père devait s'appeler en néerlandais Rotger Gerrit ou Gerrits. En réalité, Rogerius était le nom de famille de la mère d'Érasme, que le pape lui donne comme patronyme, car il était un enfant illégitime.
Erasmus est son nom de baptême, venant de celui de saint Érasme, l'un des saints auxiliateurs. Comme en témoigne sa correspondance, dès 1484, il avait alors environ dix-huit ans, il a toujours orthographié correctement son nom Erasmus. Certains imprimeurs l'ont erronément orthographié Herasmus. Il s'est parfois par jeu de mots appelé erasmios, « le charmant », le « désiré » ; son filleul (né en 1516), fils de l'imprimeur Johann Froben et de l'éditrice Gertrude Lachner, a été baptisé Johannes Erasmus, mais a toujours été appelé ensuite Erasmius. Desiderius, doublet et traduction latine de Erasmus, est un autre nom qu'il s'est choisi lui-même et qu'il emploie pour la première fois en 1496 ; il est possible qu'il lui ait été suggéré par sa lecture assidue de la Correspondance de saint Jérôme, dont l'un des correspondants s'appelle ainsi. « De Rotterdam » se dit en latin Rotterdammensis, mais pour des raisons esthétiques il a préféré lui-même écrire, d'abord Roterdamus, ensuite Roterodamus (parfois en grec ὁ Ῥοτερόδαμος, ho Rhoteródamos).

## Biographie

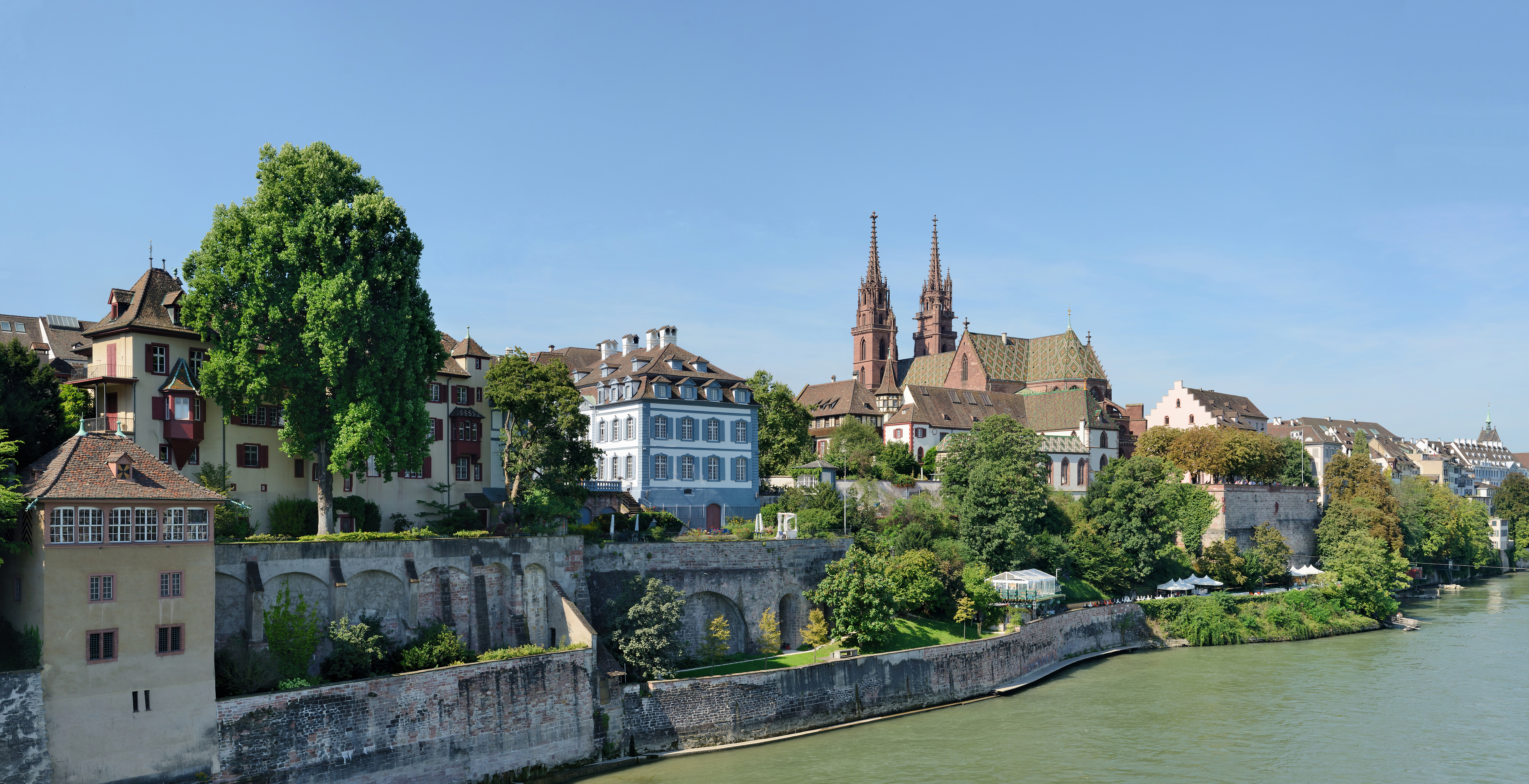
Érasme arrive dans la ville de Bâle pour la première fois en 1521.

### Enfance
Érasme était un enfant illégitime. Son père Gérard (en hollandais Geert), qui avait été calligraphe et copiste à Rome, se vit refuser le mariage du fait de sa condition et plus tard est devenu prêtre à Gouda. Sa mère, Margaretha Rogerius, est fille d’un barbier chirurgien de Zevenbergen. Toutefois, selon d’autres sources, entre autres une note du médecin Renier Snooy (1478-1537), Érasme serait né à Gouda. Trois ans avant sa naissance, son père et sa mère avaient eu un autre enfant, Pierre. Plus tard, lui-même romancera le tout en prétendant que cette relation a eu lieu avant l'ordination de son père, que celui-ci était parti à Rome, qu'on l'a trompé en lui annonçant par courrier la mort de sa bien-aimée, etc. ; il est certain qu'il savait lui-même que tout cela était faux. La famille était nombreuse (le père avait neuf frères tous mariés), mais aucun cousin ou neveu survivant en cette époque de précarité et exerçant sans doute des métiers éloignés du monde des lettres ne s'est jamais réclamé de sa célébrité venue certes tardivement.
Après avoir passé les quatre premières années de sa vie à Rotterdam, Érasme habite avec sa famille à Gouda. On lit sur une image gravée sur bois : « Goudæ conceptus, Roterodami natus » (conçu à Gouda, né à Rotterdam). C’est à Deventer qu’il suit, de 1475 à 1484, des études dans l'école la plus célèbre de Hollande, l'école du chapitre de Saint-Lébuin, dirigée au début de sa scolarité par Johannes Synthen, des Frères de la vie commune, puis par Alexander Hegius von Heek, un ami de Rudolph Agricola, célèbre humaniste qu'Érasme rencontra dans cette école et qui lui fit grande impression. Cet établissement renommé eut une grande influence sur ses qualités d’humaniste par ses méthodes de travail et d’éducation. Cependant, il exprimera plus tard le souvenir d'un établissement encore « barbare » et de manuels médiévaux inadaptés. Sa scolarité à Deventer est un moment interrompue par une période où il est enfant de chœur à la cathédrale d’Utrecht.

### Années de formation
Sa mère meurt lors d'une épidémie de peste en 1483, et son père le rappelle à Gouda ainsi que son frère Pierre ; mais lui-même meurt peu de temps après. Les deux frères sont confiés à trois tuteurs, dont Pierre Winckel, maître d'école à Gouda. Érasme gardera un très mauvais souvenir de cette tutelle. Son frère et lui sont envoyés dans une école de Bois-le-Duc qu'il décrit comme complètement barbare, destinée à plier les jeunes à la discipline monastique ; mais une épidémie de peste les ramène à Gouda. Leurs tuteurs font tout pour les pousser à entrer au couvent. Pierre céda le premier et entra au couvent des chanoines réguliers de Sion (nl), près de Delft. Quelque temps plus tard, Érasme lui-même prononce ses vœux au monastère de Stein, sans doute en 1488. Le 25 avril 1492, il est ordonné prêtre par l'évêque d'Utrecht, David de Bourgogne, mais il dit lui-même qu'il n'a que rarement célébré la messe. Plus tard, le monachisme a été la cible principale de ses attaques lorsqu’il s’en prendra aux maux de l’Église.
En 1493, il peut quitter le monastère de Stein : grâce à sa réputation de brillant latiniste, il se voit proposer le poste de secrétaire d'Henri de Bergues, évêque de Cambrai, un personnage considérable. Il séjourne avec lui notamment à Bruxelles et fréquente la bibliothèque du prieuré de Groenendael, où il découvre l'œuvre de saint Augustin. En 1494 ou 1495, il obtient la permission de l'évêque d'aller étudier à l'Université de Paris.

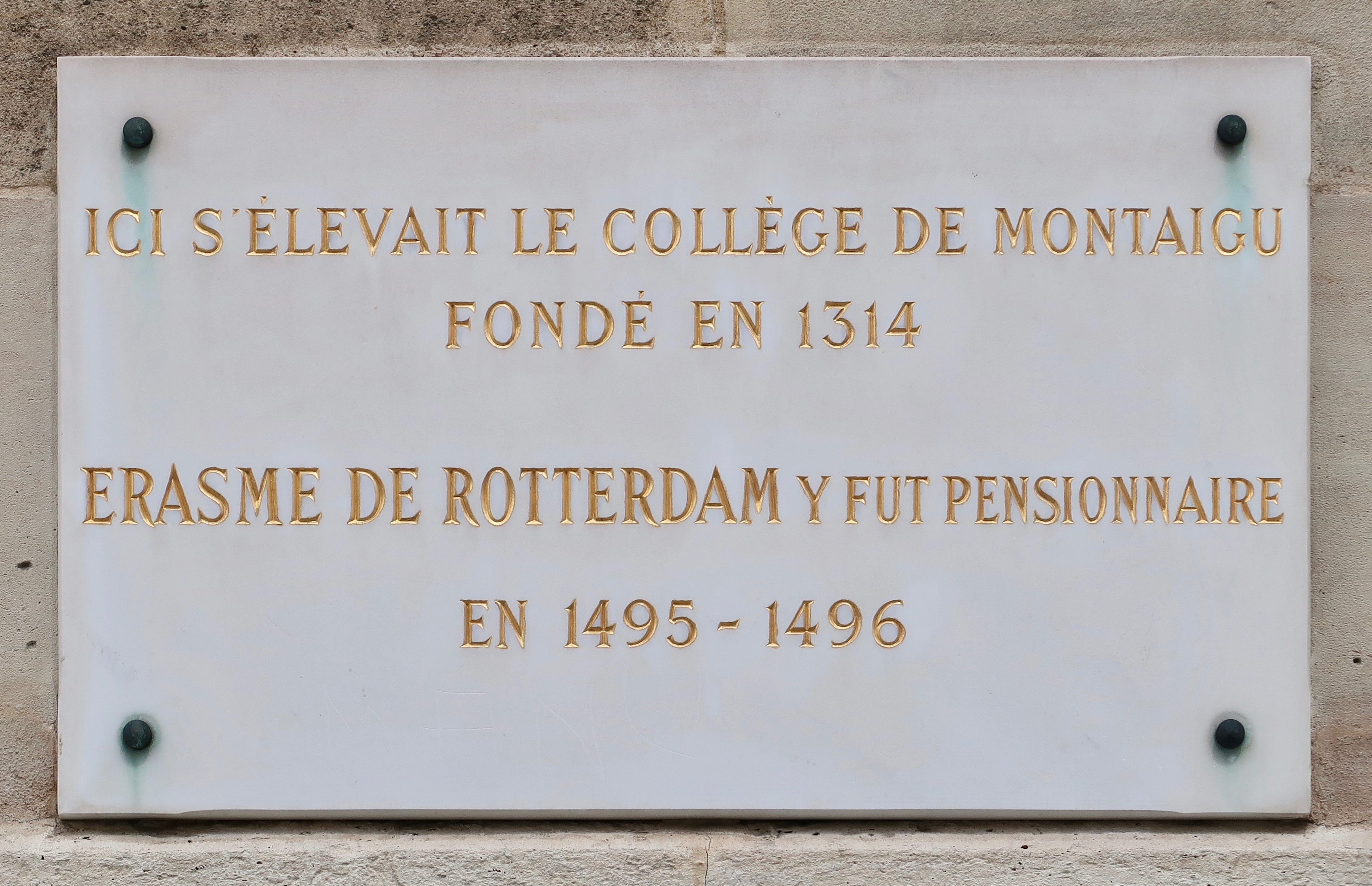
Plaque place du Panthéon (Paris), sur le site de l'ancien collège de Montaigu.

Il est recommandé par l'évêque à Jean Standonck, le très austère principal flamand du collège de Montaigu, qui avait été formé par les Frères de la vie commune à Gouda. L'ascétisme qui régnait dans l'établissement fit horreur au jeune homme et il n'y resta pas longtemps. Paris était alors le centre principal des études scolastiques, mais subissait aussi l’influence de la Renaissance italienne : des Italiens comme le poète Fauste Andrelin y enseignaient les belles-lettres. Érasme devient très ami de Fauste Andrelin. Il se présente aussi à Robert Gaguin, chef de l'humanisme parisien qui l'accueille avec bienveillance.
Comme étudiant, Érasme choisit de mener une vie indépendante, sans se sentir lié par une nationalité, par des liens académiques, par des coteries religieuses - tout ce qui aurait pu entraver sa liberté de pensée et d’expression littéraire. La langue latine, qui était alors d’un usage universel en Europe, lui permet de se sentir partout chez lui. Il exerce surtout son activité à Paris, à Louvain, en Angleterre et à Bâle. Son premier séjour en Angleterre, en 1499, sous l'impulsion de son élève William Mountjoy, lui permet de nouer des amitiés durables avec les principaux maîtres de la pensée anglaise à cette époque agitée du règne d’Henri VIII : John Colet, Thomas More, Thomas Linacre et William Grocyn (les échanges de lettres entre Érasme et Thomas More, empreintes d'un grand humour, sont d'un ton étonnamment moderne) ; il séjourne au Queens’ College de Cambridge, où il est même possible qu’il ait été étudiant.

### Vie active

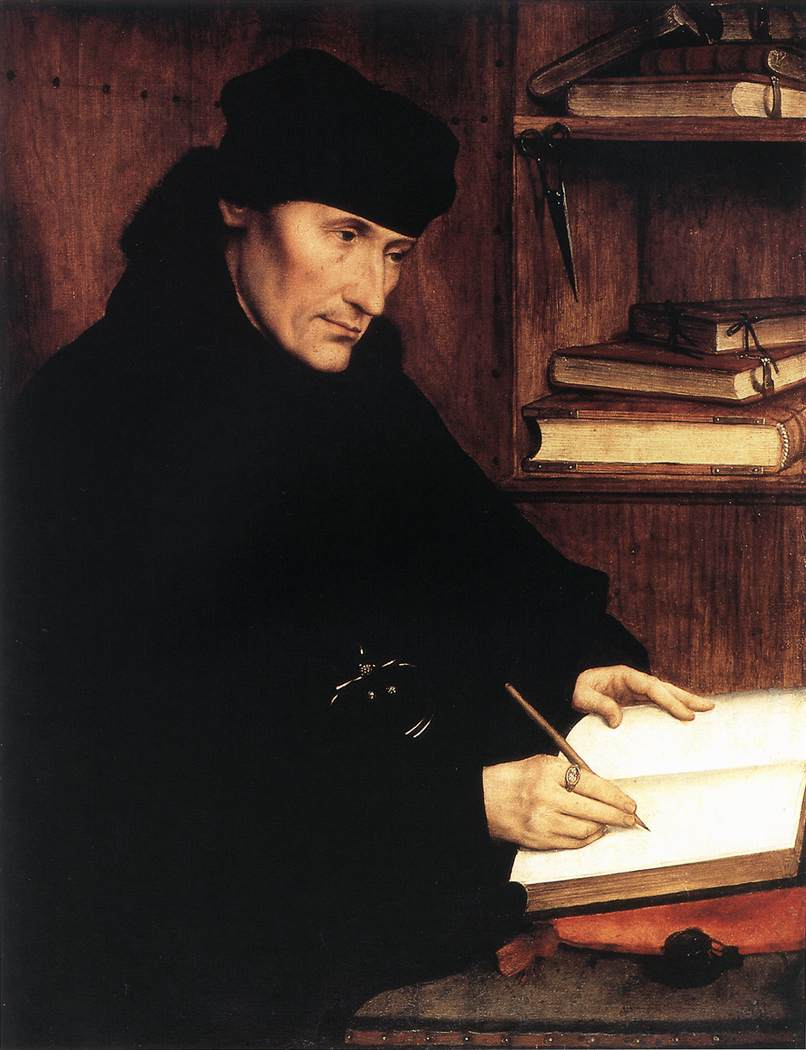
Érasme, par Quentin Metsys, 1517.

Reconnu depuis toujours comme l’un des plus grands humanistes de la Renaissance, Érasme a toute sa vie défendu une conception évangélique de la religion catholique. Il a maintes fois critiqué l’attitude du clergé et des papes, dont les comportements lui semblaient en opposition avec les évangiles.
Auteur de nombreux écrits notamment de dialogues, dont le fameux Éloge de la Folie, Érasme a longuement voyagé en Europe, notamment en Angleterre et en Italie pour s’enrichir et développer sa conception humaniste du christianisme. Bien que ses idées et ses critiques à l’égard du pape fussent proches de celles de Martin Luther, il n’a jamais voulu adopter ni encourager la réforme protestante, ne souhaitant pas créer de schisme à l’intérieur de l’Église, fidèle, par là, à son idéal de paix et de concorde.
De 1495 à 1499, il a gagné sa vie comme précepteur. Il compose pour ses étudiants latinistes des modèles de lettres, et travaille à l’élaboration d’une rhétorique épistolaire, tout d’abord en accord avec celle des humanistes italiens, mais appelée à connaître un développement extraordinaire qui aboutit en définitive à l’élévation de la lettre au rang de prose d’art. Influencé par les débats contemporains entre tenants du formalisme médiéval et partisans du néo-classicisme, et en réaction à la publication de la correspondance d’Ange Politien (1498), Érasme entreprend d’illustrer sa propre conception du genre. Ses manuels d’épistolographie, maintes fois plagiés à partir de 1499-1500, s’inscrivent dans la mouvance évolutive d’une synthèse des traditions classique et médiévale que le De conscribendis epistolis (1522) allait réaliser plus tard. L’attention accordée à l’épistolaire dans son Cicéronien (1528), dialogue satirique sur l’imitation vétilleuse de Cicéron, témoigne également de l’importance que revêt le genre à la Renaissance.
Épistolier infatigable, Érasme écrit des lettres à tout ce que l’Europe compte de princes, de grands ecclésiastiques, d’érudits renommés ou de disciples novices. Il affirme consacrer la moitié de ses journées à sa correspondance. On compte aujourd’hui plus de 600 correspondants dans toute l’Europe. En 1515-1516, résidant à Anderlecht, il rédige L'Institution du prince chrétien, destiné au jeune Charles de Habsbourg né à Gand, roi d'Espagne à 16 ans et empereur à 19. De 1516 à sa mort, il publie plus d’une douzaine de recueils différents où sont associées ses propres lettres et celles de ses correspondants. Au total, c’est près de douze cents lettres qu’il donne à voir au public, pêle-mêle et sans égard pour la chronologie, ambitionnant d’illustrer à travers elles les ressources expressives du genre et ses prises de position au sein de la République des Lettres.
Grand admirateur des Elegantiæ de Lorenzo Valla, il compose à son tour un recueil d’expressions et de proverbes latins puisés chez les auteurs anciens, les Collections d'Adages (Collectanea Adagiorum), dont il se sert comme vade-mecum personnel, avec 818 adages lors de leur première publication à Paris en 1500 chez l'éditeur Jean Philippe. À ce petit recueil, qui continuera d’être publié sous le nom de Collectanea Adagiorum, feront suite les Chiliades d’Adages (Chiliades Adagiorum, publiés à Venise en 1508), et qui comporteront jusqu’à 4151 adages dans l'édition de 1536. Chaque expression est diversement commentée, et cet exercice, qui permet à Érasme d’illustrer les rapports entre la littérature latine et grecque, est prétexte pour l’auteur à proposer ses analyses sur l’homme, la religion ou les sujets d’actualité. La première édition du recueil (1503) est régulièrement révisée par l’auteur (d’autant que des éditions pirates voient rapidement le jour) et le recueil final comporte plus de quatre mille articles. Il vient d'en être donné une réédition complète avec traduction française en regard (Les Belles Lettres, 2011, voir ci-dessous).
Il est également l’auteur d’un manuel de Savoir-vivre à l’usage des enfants, aussi connu sous le nom de La Civilité puérile (De civilitate morum puerilium, 1530), destiné au prince Henri de Bourgogne. Cet ouvrage, qui a servi de référence pendant plusieurs générations, donne un bon témoignage de l’état des mœurs dans l’Europe du XVe siècle.
Revenu à Bâle pour surveiller la publication de l’Ecclésiaste, il se voit offrir de devenir cardinal par le pape Paul III. Il refuse.
Érasme est très affecté par l'exécution sur l'échafaud de son grand ami Thomas More, en août 1535. « Dans l'exécution de More je meurs moi-même un peu », écrit-il à un ami. « Nous étions deux amis ayant une seule âme entre nous ». Lui-même meurt dans la nuit du 11 au 12 juillet 1536. Il est enterré dans la cathédrale de Bâle, aujourd’hui protestante. Le 19 janvier 1543, ses livres sont brûlés publiquement à Milan en même temps que ceux de Luther.
Erasme, très ami avec Beatus Rhenanus de Sélestat, en Alsace, fit de nombreuses visites dans cette ville où se trouve la Bibliothèque Humaniste, classée au patrimoine mondial. Il fut souvent reçu par la Stubengesellschaft (société littéraire) de Sélestat[réf. nécessaire]. Il écrivit, en 1515, l'éloge de la ville : « Illustre Sélestat, quel héros, traçant le premier dessin de ton enceinte, fut ton fondateur d'heureux présages. D'où vient ton génie si fécond, si généreux ? Quels astres brillèrent au-dessus de ton berceau ? »

### La devise d'Érasme
Érasme s’était choisi comme devise « Nulli concedo » (« Je ne fais de concessions à personne ») ou « cedo nulli » ; mais lorsqu’on lui en faisait le reproche, car elle semblait bien orgueilleuse, il répondait bien subtilement que ce n’était pas la sienne mais celle de Terminus, dieu antique représentant la mort ou le terme de la vie, et que c’était la mort et non Érasme qui parlait. En fait, Érasme portait comme sceau sur sa bague, une gemme antique représentant le dieu Bacchus, cadeau de son élève l’archevêque Alexandre Stuart, mais Érasme avait cru qu’il s’agissait du dieu Terminus, beau prétexte à une devise sans doute à double sens. Ce « memento mori » est représenté sur des gravures et elle figure entre autres sur la médaille où Quentin Metsys représenta Érasme.

## Œuvre et pensée

### L'Éloge de la Folie

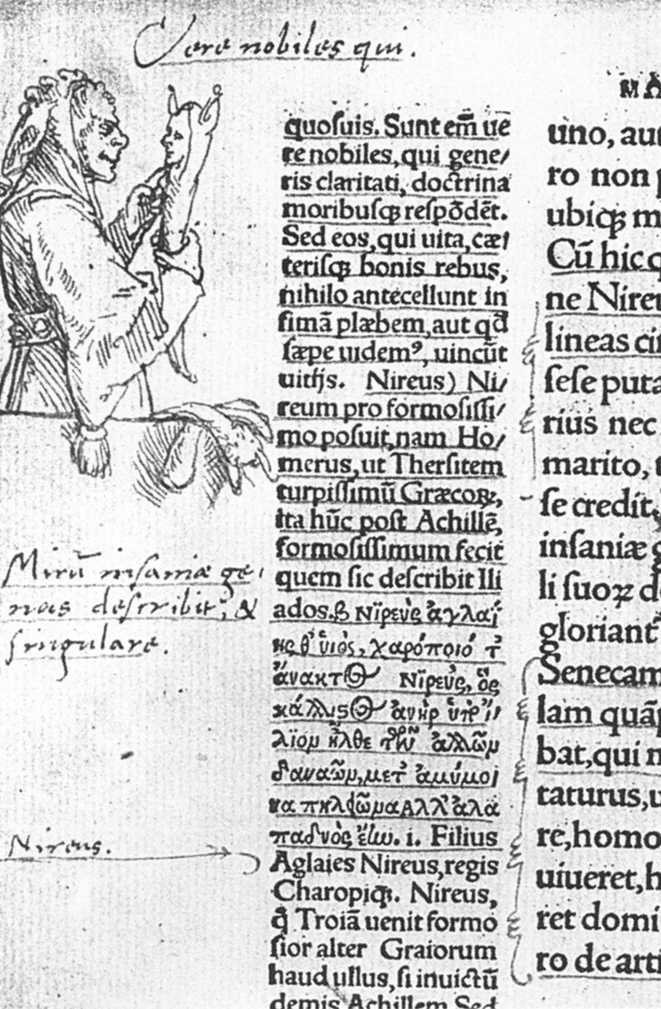
Illustration de Hans Holbein le Jeune en marge de l’édition Froben, 1515, de L’Éloge de la Folie.

Il s’agit d’une fiction burlesque et allégorique, qui doit peut-être quelque chose à l'œuvre De triumpho stultitiae de l'humaniste italien Faustino Perisauli de Tredozio (près de Forlì). Érasme y fait parler la déesse de la Folie et lui prête une critique virulente des diverses professions et catégories sociales, notamment les théologiens, les maîtres, les moines et le haut clergé, mais aussi les courtisans dont nous avons une satire mordante. Cet auteur a excellé dans le genre satirique. Ainsi, il est l’auteur des Colloques, piquante satire des mœurs de son époque qui souligne l’indépendance de son esprit. Mais dans l’Éloge de la Folie, la satire s’élargit et dépasse l’époque de son auteur pour atteindre la société humaine en général. L'ouvrage sera mis à l'Index en 1559 lors de la Contre-Réforme.
Elle commence avec un savant éloge imité de l’auteur satirique grec Lucien, dont Érasme et Thomas More avaient récemment traduit l’œuvre en latin, un morceau de virtuosité dans le délire. Le ton devient plus sombre dans une série de discours solennels, lorsque la folie fait l’éloge de l’aveuglement et de la démence et lorsqu’on passe à un examen satirique des superstitions et des pratiques pieuses dans l’Église catholique ainsi qu’à la folie des pédants. Érasme était récemment rentré profondément déçu de Rome, où il avait décliné des avances de la Curie. Peu à peu la Folie prend la propre voix d’Érasme qui annonce le châtiment. L’essai se termine en décrivant de façon sincère et émouvante les véritables idéaux chrétiens.

### Érasme et l'Europe
Érasme a milité pour la paix en Europe. Cet engagement européen est fondé sur son cosmopolitisme : « Le monde entier est notre patrie à tous », proclame-t-il dans la Querela pacis. Il est également fondé sur son pacifisme. La discorde sanglante qui divise les Anglais, les Allemands, les Français et les Espagnols lui semble une absurdité. « Pourquoi ces noms stupides nous séparent-ils, puisque le nom de chrétien nous unit ? ».
Dans la biographie qu’il a consacrée à Érasme, Stefan Zweig écrit : « Au lieu d’écouter les vaines prétentions des roitelets, des sectateurs et des égoïsmes nationaux, la mission de l’Européen est au contraire de toujours insister sur ce qui lie et ce qui unit les peuples, d’affirmer la prépondérance de l’européen sur le national, de l’humanité sur la patrie et de transformer la conception de la Chrétienté, considérée en tant que communauté uniquement religieuse, en celle d’une chrétienté universelle, en un amour de l’humanité humble, serviable, dévoué ».

### L'édition en grec et la traduction du Nouveau Testament

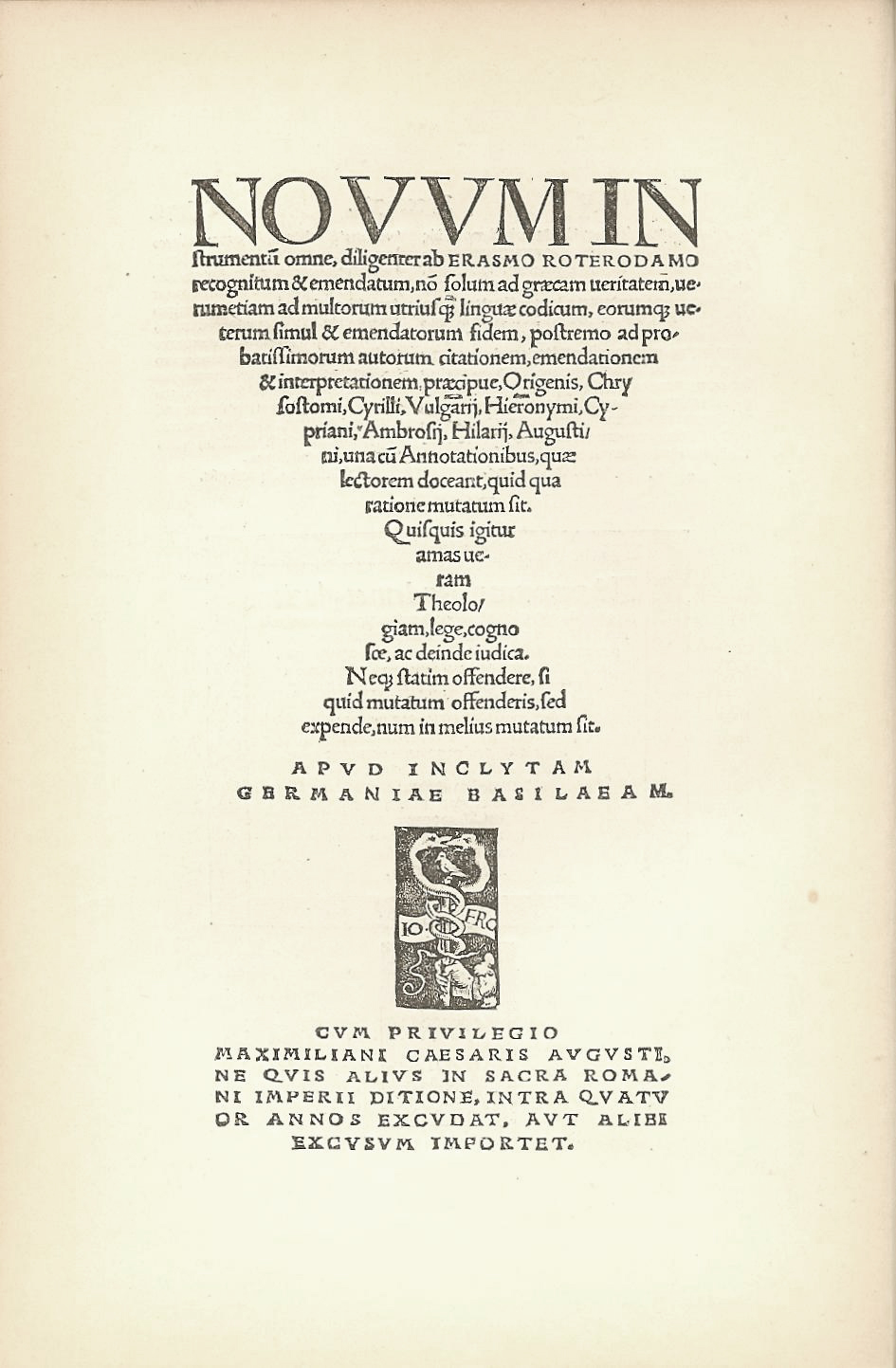
Page de titre de la première édition à Bâle du Novum Instrumentum omne (1516).

De son vivant, Érasme est déjà reconnu, en Europe occidentale, comme l’un des grands penseurs de son temps. Particulièrement instruit, il maîtrise le latin et le grec ancien. Sa connaissance du grec le persuade que certaines parties de la Bible présentes dans la Vulgate latine n’ont pas été correctement traduites. Il décide donc de faire imprimer le Nouveau Testament grec (Novum Instrumentum omne), malgré les objections de ses amis, comme Marteen Van Dorp pour qui ce serait miner la fondation de l’Église, déjà alors en si mauvais état. Pour éditer un Nouveau Testament bilingue (1516), Érasme dispose de manuscrits grecs au nombre de six ou sept (Minuscule 1, 2, 817, 2814, 2815, 2816, 2817). Il en fait une nouvelle traduction latine pour faire voir les différences avec la Vulgate. Par la suite la famille d’imprimeurs de Leyde, les Elzevier, utilisent le texte grec d’Érasme en écrivant au-dessous du titre Textus Receptus. Cette publication rejoint en grande partie les critiques sur lesquelles repose la réforme de Luther : l’Église catholique l’accuse, lui et ses partisans, de connivence avec Luther. À ce reproche d’avoir pondu l’œuf de l’hérésie, il répond que ce n’était pas son intention et qu'il n’était pas personnellement responsable de l’éclatement de l’Église.
Cette édition érasmienne servit de base à presque toutes les traductions en langues modernes du Nouveau Testament du seizième au dix-neuvième siècles.
Dans l'établissement de son texte grec basé sur l'examen de nombreux manuscrits, la plupart du XIIe siècle, Érasme usa parfois d'un procédé surprenant, en retraduisant en grec des passages de Jérôme ne figurant pas dans les manuscrits consultés. Le manuscrit unique de l'Apocalypse dont il avait pris connaissance était lacunaire : il y manquait la dernière page contenant les six derniers versets et il n'hésita pas à traduire en grec le texte latin de Jérôme. Mais le volume consulté était de qualité inférieure et au lieu de "ligno vitae" (Apoc. XXII, 19) il contenait "libro vitae". Dans d'autres passages de l'Apocalypse il usa du même procédé. Ainsi F. H. A. Scrivener a fait remarquer que dans Apocalypse, XII, 4, Érasme a même créé un nouveau mot grec : ἀκαθάρτητος (selon le modèle de τὰ ἀκάθαρτα). Dans les Actes des apôtres IX, 6, il recompose en grec d'après le texte de la Vulgate la question que pose Paul au moment de sa conversion sur le chemin de Damas : Τρέμων τε καὶ θαμβῶν εἲπεν Kύριε τί μέ θέλεις ποιῆσαι ; (« Tremblant et plein de stupeur il dit : Seigneur que désires-tu que je fasse ? »). La grande virtuosité d'Érasme le rendait capable d'user d'un procédé que la science philologique actuelle n'accepte plus.

### Érasme mystificateur?
En 1530, Érasme, dans sa quatrième édition des œuvres de saint Cyprien, introduit un traité De duplici martyrio ad Fortunatum, qu'il attribue à saint Cyprien et présente comme ayant été retrouvé par hasard dans une ancienne bibliothèque. Ce texte, proche des ouvrages d'Érasme, aussi bien pour le fond (hostilité à la confusion entre vertu et souffrance) que pour la forme, et dont on ne connaît aucun manuscrit, contient des anachronismes flagrants, comme une allusion à la persécution de Dioclétien, persécution bien postérieure à la mort de saint Cyprien. En 1544, le dominicain Henricus Gravius dénonce l'ouvrage comme inauthentique et en attribue la paternité à Érasme ou à un imitateur d'Érasme. Au XXe siècle, l'hypothèse d'une fraude d'Érasme était rejetée a priori par la plupart des grands érasmiens, par exemple Percy S. Allen, mais elle est adoptée par des universitaires comme Anthony Grafton.

## Hommages

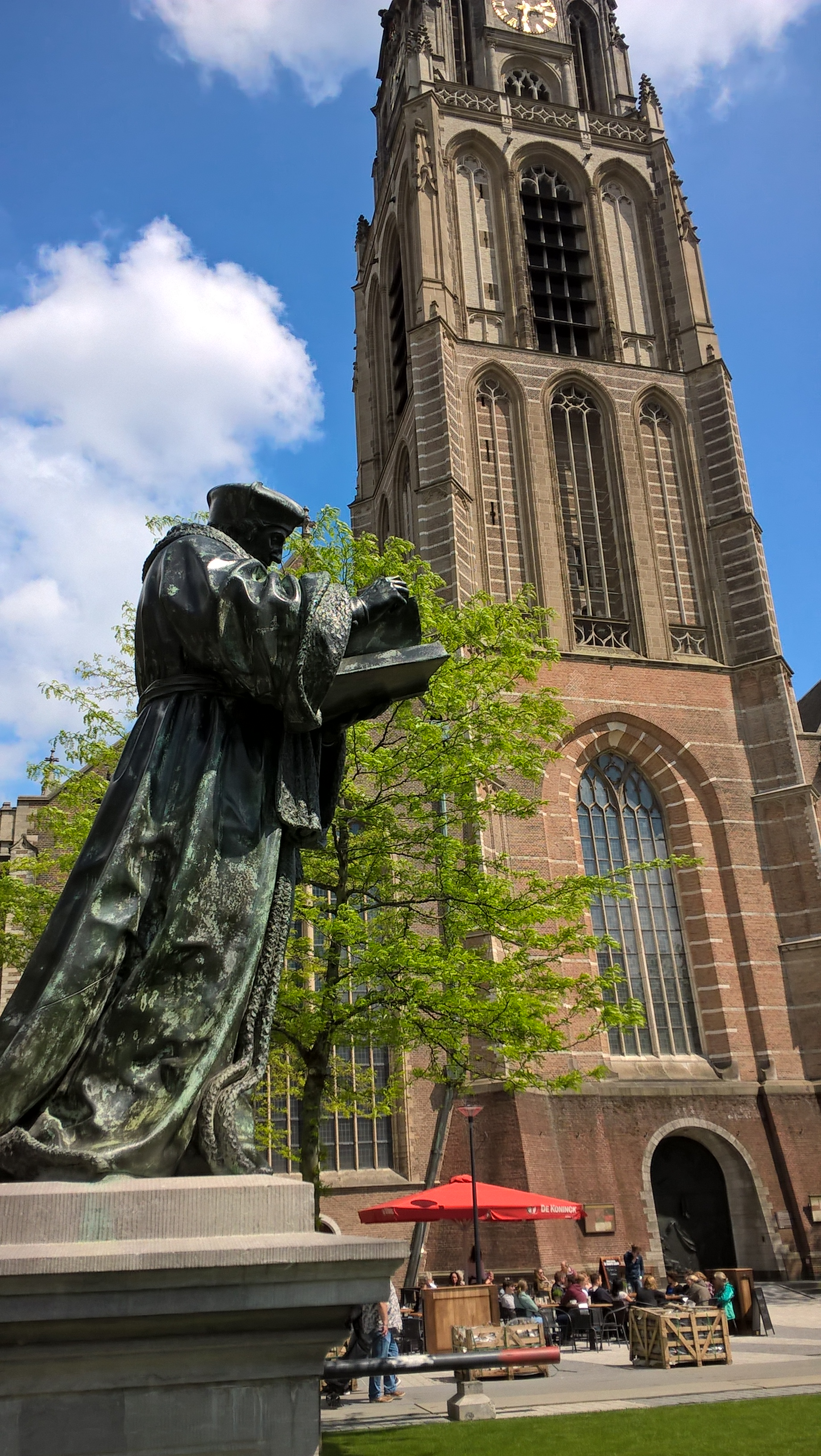
Statue d'Érasme de Hendrick de Keizer, devant l'église Saint-Laurent de Rotterdam.

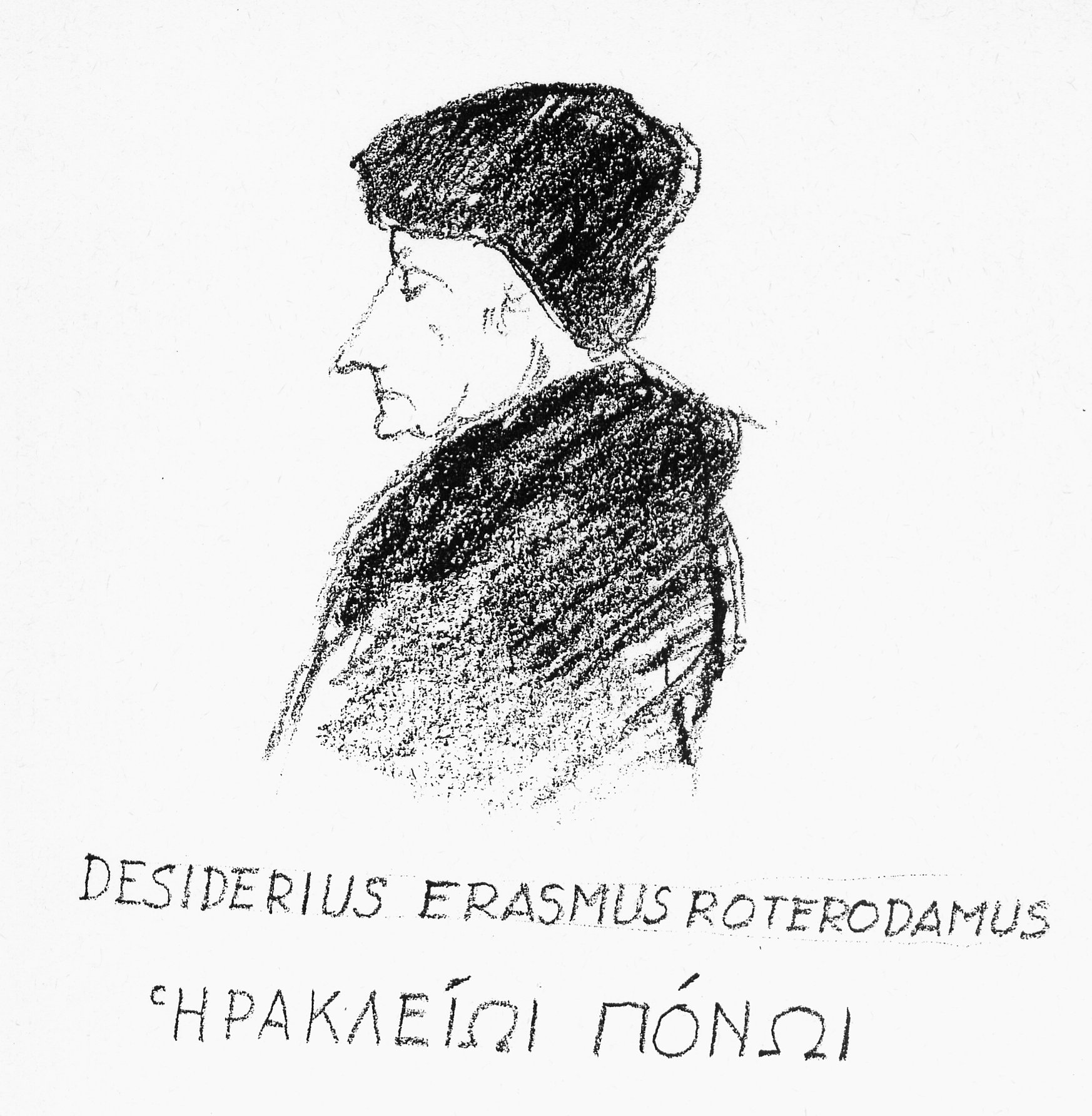
Érasme, dessin par Léon Van Dievoet, 1986.

Le programme européen d’échange pour les étudiants et les enseignants ERASMUS est un rétroacronyme signifiant, en anglais, le Programme d'action européen pour la mobilité des étudiants.
Érasme est considéré par la ville de Rotterdam comme le plus célèbre des Rotterdamois,. Pour la population rotterdamoise, le philosophe est également considéré comme une « icône de la tolérance » de la ville. La statue d'Érasme qui se dresse devant l'église Saint-Laurent de Rotterdam est la plus ancienne statue non religieuse des Pays-Bas, représentant une personne. Fondée en 1328, l'ancienne école paroissiale de l'église Saint-Laurent, qui devient, en 1581, une école latine, puis un gymnase, est rebaptisée Stedelijk of Erasmiaansch Gymnasium (c.à.d. gymnase municipal ou érasmien) en 1842,. À Rotterdam, le nom d'Érasme est utilisé pour désigner le nom de l'université de la ville, l'Erasmus Universiteit Rotterdam. Inaugurée sous sa forme actuelle en 1973, elle est alors la première université à porter le nom d'une personne aux Pays-Bas. Le pont Érasme a été inauguré à Rotterdam en 1996 et joue une grande importance dans le paysage urbain de la ville dont le marketing urbain est basé sur la modernité et l'originalité de son architecture. Le centre médical universitaire de la ville prend le nom de Erasmus Medical Center ou Erasmus MC lors d'une importante réorganisation en 2002.
La bibliothèque d'Érasme est conservée à Emden, où, en 1993, l'Église protestante réformée et la paroisse protestante réformée d'Emden ont créé la "Fondation Bibliothèque Jean de Lasco - Grande Église d'Emden". La bibliothèque d'Érasme avait été achetée par l'intellectuel et réformateur protestant polonais Jean de Lasco, qui vint ensuite s'établir à Emden.
À Anderlecht (Région bruxelloise), la maison où Érasme vécut de mai à octobre 1521 a été aménagée en musée érasmien.

## Œuvres

### Éditions originales

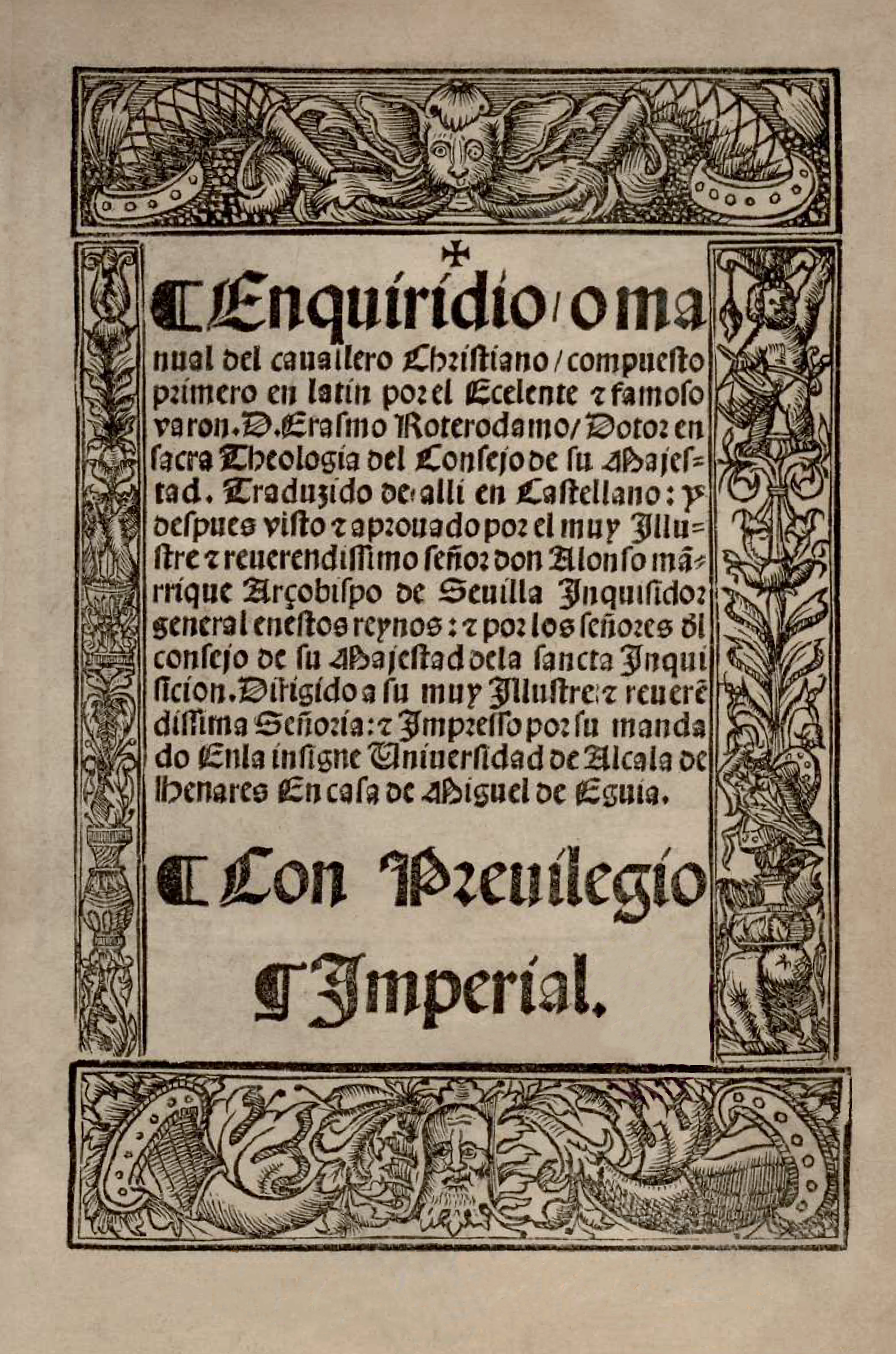
Enchiridion militis Christiani (1503).

- Stultitiae laus / Μωρίας ἐγκώμιον. Paris, 1511.
- De duplici copia rerum ac verborum commentarii duo, Josse Bade, Paris, 1512[34].
- Dulce Bellum Inexpertis, 1515.
- Institutio principis christiani, 1516.
- In Acta Apostolorum paraphrasis ERASMI Roterodami, nunc primun recens & nata & excusa. 1524.
- Parabolæ sive similia… Lyon, Sébastien Gryphe, 1528.
- Dialogus de recta latini graecique sermonis pronuntiatione, 1528.
- De morte declamatio… in genere consolatorio. Lyon, Sébastien Gryphe, 1529.
- Modus orandi Deum. Lyon, Sébastien Gryphe, 1529.
- D. Erasmi Roterodami epistolae duae recens conditae et aeditae ; Ejusdem Erasmi, responsio ad epistolam apologeticam incerto autore proditam nisi quod titulus forte fictus habebat Per ministros verbi ecclesiae argentoratentis, Coloniae, 1530 lire en ligne sur Gallica
- De sarcienda ecclesiae concordia : deque sedandis opinionum dissidiis, cum aliis nonnullis lectu dignis. Paris, Christianus Wechelus, 1533.
- De Immensa Dei Misericordia. Virginis et martyris comparatio per eundem. Paris, Christianus Wechelus, 1534.
- Erasmi Roterodami Liber cum primis pius, De præparatione ad mortem. Paris, Christianus Wechelus, 1534.
- Exomologesis, per Des. Erasmum Roterodamum recognita diligenter & aucta. Paris, Christianus Wechelus, 1534
- Ecclesiastae sive de ratione concionandi libri quatuor, opus recens, denuo editum, sed cum indice accuratiore quam antehac et copiosiore, Basel, Froben, 1535. Lire en ligne sur Google Livres
- Adagiorum chiliades quatuor, et sesquicenturia ex postrema autoris recognitione. Ad Hæc Henrici Stephani animadversiones in Erasmicas quorumdum Adagiorum expositiones, Lyon, Sébastien Gryphe, 1541, puis 1559, Johannis Andreae, Francofierti (Francfort), 1670.
- Opus eruditissimum divi Ireanei episcopi lugdunensis, in quinque libros digestum, in quibus mire retegit & consutat veterum haereseon impias ac portentosas opiniones, ex vetustissimorum codicum collatione quantum licuit Des. ERASMI roterodami opera emenda. Parisiis, Apud Audoënum Parvum[n 4], 1563.
- Apophthegmatum ex optimis utriusque linguae scriptoribus. Lyon Sébastien Gryphe, 1541.

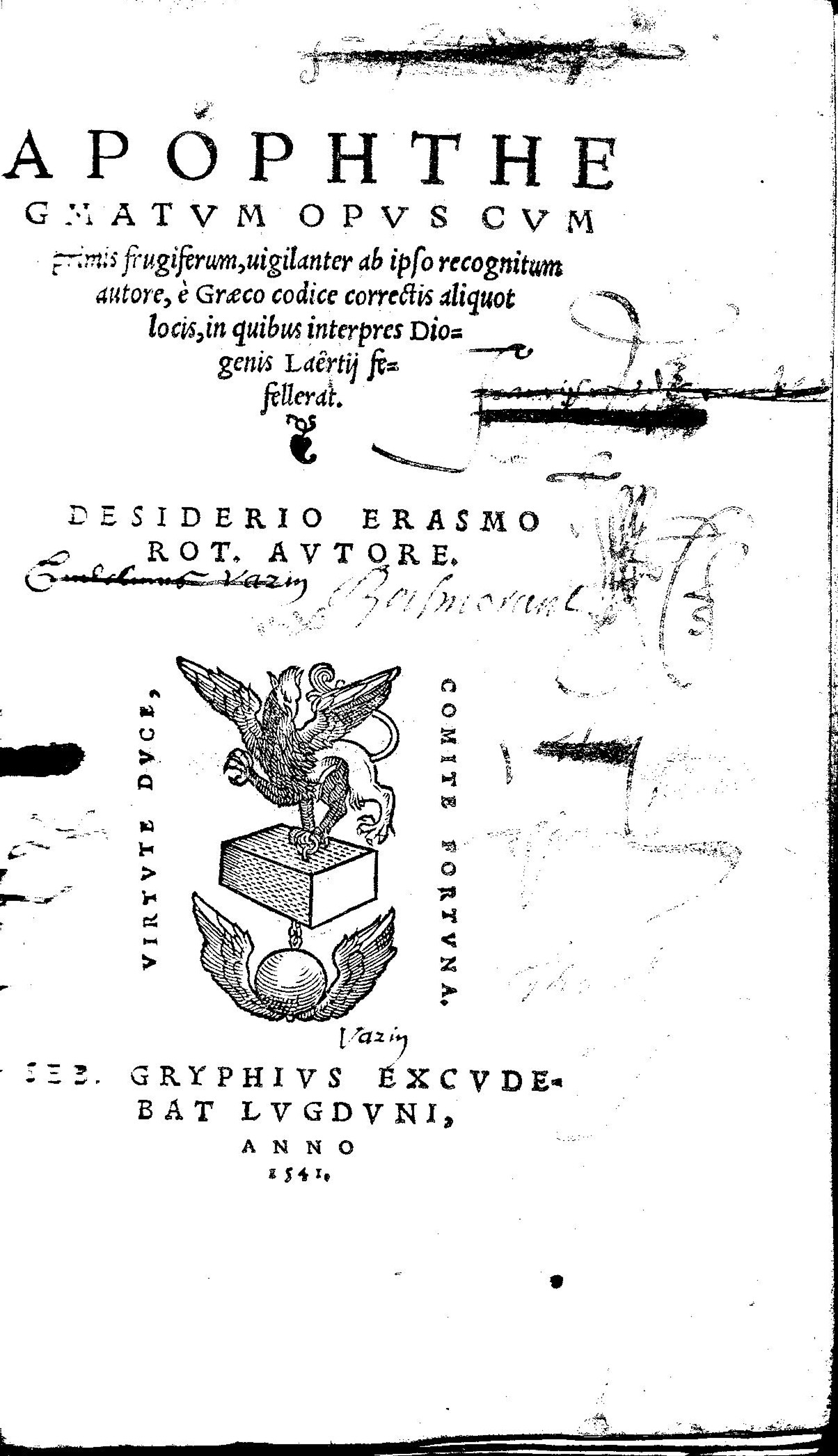
Apophtegmatum opus, 1541.

- Epitome adagiorum D. Erasmi Roterodami, in locos digesta communes, singulari fide recognita, & multis aucta locis, in quibus antea manca videbatur. Huic adiecta proximè, Pars altera auctorum sane multorum, qui proverbia post Erasmum ediderunt. Parisiis, apud Aegidium Beys, 1583.
- Enchiridion Militis Christiani. Ejusdemque oratio de virtute amplectenda. Ludguni Batavirum, Apud. Andr. Clouquium, 1624
- Querela Pacis iundique gentium ejectæ prostigatæque. Lugduni Batavorum, Ioannis Maire, 1641.
- Consultatio de Bello Turcis inferendo. Opus cum cura recens editum. Lugduni Batavorum, Ioannis Maiore, 1643.
- Desiderii Erasmi Roterodami Colloquia familiaria. In usum studiosæ iuventutis cum notis accuratioribus M. Nicolai MERCIER. Parisiis, apud Claudium Thiboust, 1656.
- L’Éloge de la Folie, Compose en forme de Declamation, Avec quelques Notes de Listrius, & les belles figures de Holbenius : le tout sur l Original de l Académie de Bâle. Pièce qui, représentant au naturel l Homme tout defigure par la Sotise, lui aprend agreablement a rentrer dans le bon Sens & dans la Raison : Traduite nouvellement en Francois Par. Mr. Gueudeville. Dernière Édition, revue, corrigee & augmentee de nouveau, avec une table des matieres fort ample & tres-exacte. 1731.

### Éditions et traductions modernes en français
- Enchiridion militis christiani ; trad. André-Jean Festugière, Paris, J. Vrin, 1971. (Bibliothèque des textes philosophiques).  (ISBN 978-2-7116-0235-3). (traduction seule)
- Colloques, traduction et présentation d'Étienne Wolff, deux volumes, Imprimerie nationale, Paris, 1992 (publié avec le concours du CNRS).
- Les adages pythagoriciens d’Érasme, traduits pour la première fois du latin par Alain van Dievoet, dans Anderlechtensia, Bruxelles, 1992.
- Exomologèse ou manière de se confesser, traduit pour la première fois du latin par Alain van Dievoet, dans Le Folklore brabançon, numéro spécial Bruxelles, 1992.
- Réponse de Dés. Érasme de Rotterdam contre le libelle d’un homme fiévreux, traduit pour la première fois du latin par Alain van Dievoet en 1990 d’après l’édition d’avril 1529, dans Anderlechtensia no 69, p. 6-16 et no 70, p. 23 à 33, septembre et décembre, 1993.
- Apologie d’Érasme de Rotterdam contre Edouard Lee, traduite pour la première fois du latin par Alain van Dievoet, Bruxelles, La lettre volée, 1997.
- Éloge de la médecine d’Érasme ; traduction française de Dominique Bockstael, remaniée par Alain Van Dievoet et Jean-Pierre Vanden Branden, Bruxelles Labor, 1997.
- Diatribe: Du libre arbitre, dans Martin Luther Du serf arbitre, présentation, traduction et notes par Georges Lagarrigue, Paris, Gallimard, collection « folio essais », 2001.
- Consultation des plus utiles sur la guerre à mener contre les Turcs, traduit pour la première fois du latin par Alain van Dievoet, Bruxelles, Éditions du Hazard, 2006.
- L’Éponge d’Érasme contre les éclaboussures de Hutten, traduit pour la première fois du latin par Alain van Dievoet, dans Anderlechtensia, Bruxelles, à partir du no 71 de mars 1994 (réponse au livre de Ulrich von Hutten, L’Expostulation, ou plainte de Ulrich de Hutten contre Érasme de Rotterdam, prêtre et théologien, traduite pour la première fois en français par Alain van Dievoet et publiée à partir du numéro 99 de mars 2001 de la revue belge Anderlechtensia).
- Louange de la Sottise, traduit nouvellement d’après l’édition de 1511 de Strasbourg et annoté par Alain van Dievoet, Bruxelles, Éditions du Hazard, 2008 (avec une préface de Jean-Pierre Vanden Branden)  (ISBN 2-930154-17-9).
- Guerre et paix dans la pensée d’Érasme, textes choisis et présentés par Jean-Claude Margolin, traductions variorum, Paris, Aubier-Montaigne, 1973.
- Les Colloques, traduits par Jarl Priel, 4 vol. , Paris, À l’enseigne du Pot cassé, 1934-1936.
- L’Éloge de la Folie, suivi de la Lettre à Dorpius, traduction de Pierre de Nolhac et annotations de Maurice Rat, Paris, Garnier, 1936.
- La Philosophie chrétienne, traductions de Pierre Mesnard, Paris, Vrin, 1970.
- De ratione studii, traduction de Jean-Claude Margolin, dans, Bulletin de l’Association Guillaume Budé, 3, 1976.
- La Correspondance d’Érasme et de Guillaume Budé, traduit par M-M. de la Garanderie, Paris, Vrin, 1967.
- Correspondance, sous la direction d’Aloïs Gerlo, 12 tomes, Paris et Bruxelles, 1967-1984.
- Œuvres choisies, traductions par Jacques Chomarat, Paris, le Livre de Poche classique, 1991 (ISBN 2-253-05579-4).
- Éloge de la folie, traduit du latin par Thibault de Laveaux, avec une postface de Philippe Farget, Turin, Éditions Mille et une nuits, janvier 1997  (ISBN 2-84205-104-1).
- Éloge de la folie, dans : Érasme. Œuvres choisies, présentation, traduction et annotations de Jacques Chomarat, Paris, Le livre de poche classique, 1991, p. 107-227  (ISBN 2-253-05579-4).
- Éloge de la Folie. Encomium Moriae. Stultitiae laus", traduit du latin, présenté et annoté par Claude Blum, dans : Érasme, Paris, Robert Laffont, « collection Bouquins », novembre 1992, p. 1-100  (ISBN 978-2-22105-916-6).
- Éloge de la folie. Adages. Colloques. Réflexions sur l’art, l’éducation, la religion, la guerre, la philosophie. Correspondance, Édition établie par Claude Blum, André Godin, Jean-Claude Margolin et Daniel Ménager. Paris, Robert Laffont, collection « Bouquins », 1992  (ISBN 978-2-22105-916-6).
- La langue, introduction, traduction et notes de Jean-Paul Gillet, Genève, Labor & Fides, 2002  (ISBN 978-2-83091-044-5)
- Les Travaux d'Hercule (Adage MMI), éd. bilingue, texte traduit, présenté et annoté par Joël Gayraud, Bruxelles, Éditions du Hazard, 2011.
- Les Adages, édition complète bilingue, sous la direction de Jean-Christophe Saladin, 5 vol., Paris, Les Belles Lettres, coll. « Le Miroir des Humanistes », 2011  (ISBN 978-2-251-34605-2)
- Des apophtegmes à la polyanthée : Érasme et le genre des dits mémorables, édition, traduction et étude par Louis Lobbes, H. Champion, 2013  (ISBN 978-2-74532-425-2)
- Les Colloques : Dialogues de la vie courante, propres non seulement à polir le langage de la jeunesse mais à édifier ses moeurs, éd. complète bilingue, texte établi d'après l'édition critique d'Amsterdam, 1972, émendé, présenté et traduit par Olivier Sers, et révisé par Danielle Sonnier., Paris, Les Belles Lettres, coll. « Le Miroir des Humanistes », 1372 p., 2024  (ISBN 978-2251456249)

## Dans la culture

### Dans les œuvres de fiction
- Édouard Beauduin, Mémoires d'Érasme, biographie romancée, Paris-Gembloux, Les Amis de Mgr Beauduin et Éditions Duculot, 1983.
- Hervé Le Tellier, L'orage en août, Bruxelles, La lettre volée à la Maison d'Érasme, 1996 (Roman mettant en scène Érasme et Luther, dans le cadre de la maison d'Érasme).

### Dans les œuvres musicales
- « Le Cri d'Érasme », opus 146, pour basse solo, chœur récitant et grand orchestre, par le compositeur Paul-Baudouin Michel d'après des textes d'Érasme.